# Jonas Kløjgård Jensen
Jonas Kløjgård Jensen (né le 29 février 1996) est un athlète danois, spécialiste du saut en hauteur.
Son record personnel est de 2,20 m réalisé à Mannheim le 27 juin 2015 et il le porte à 2,23 m pour remporter le titre de champion d'Europe junior à Eskilstuna.
Il porte le record national espoirs à 2,26 m, le 19 mai 2018 à Skive.